# Campillo (Lorca)
Campillo es una pedanía perteneciente al municipio de Lorca en la Región de Murcia, España y situada al sur del núcleo de esta. Separada de él por la Rambla de Tiata y parte de la Ronda Sur de la ciudad, se localiza en la margen derecha de la carretera de Águilas, quedando limitada en su parte sur por la Rambla Biznaga. Se trata de un claro exponente de pedanía de la huerta o del valle, con cultivos agrícolas de regadío centrados en las hortalizas y los frutales, pero manteniendo también una importante presencia de ganadería porcina.
La pedanía de Campillo, es una de las 39 que conforman el municipio de Lorca, la segunda más habitada con 3.895 hab. (INE 2012).

## Fiestas del Campillo
Celebra sus fiestas en honor a su patrón San Cayetano festividad que celebra el día 7 de agosto.
- Patrón: En honor a San Cayetano.
- Fecha: del 31 de julio al 8 de agosto.

## Parajes y Lugares
- Casa Castillo y el Vado.
- Puente Botero.
- Puente Pasico.
- Rincón de las Coles.
- Salobrales.
- Vainazo.

## Otros datos
Su alcalde pedáneo es Pedro Sánchez Martínez y el presidente de la asociación de vecinos es Joaquín Giner Manzanares además de ser el de la comisión de fiestas y su código postal 30813. Destaca de la pedanía la iglesia de la Santa Cruz y en cuanto a ocio el centro comercial Parque Almenara, que se abrió el 18 de noviembre de 2008.

## Transporte

### En autobús
Prestan servicio las siguientes líneas urbanas:
| Línea | Recorrido                                    | Operador |
| ----- | -------------------------------------------- | -------- |
| 2     | Apolonia - Almenara                          | Limusa   |
| 3     | Óvalo - Campillo - Torre del Obispo - Purias | Limusa   |